# Parque nacional Davenport Murchison
Iytwelepenty / Davenport Ranges, denominado anteriormente "Davenport Murchison", es un parque nacional en el Territorio del Norte (Australia), ubicado a 1033 km al sureste de Darwin.

## Datos
- Área: 1.120 km²
- Coordenadas: 20°51′36″S 134°56′26″E / -20.86000, 134.94056
- Fecha de Creación: 1993
- Administración: Comisión de Parques y de la Vida Salvaje del Territorio del Norte
- Categoría IUCN: II

Véase también: Zonas protegidas del Territorio del Norte
- Datos: Q948498
- Multimedia: Iytwelepenty / Davenport Range National Park / Q948498